# Patrick Müller (cyclisme)
Pour les articles homonymes, voir Patrick Müller (homonymie) et Müller.
Patrick Müller, né le 18 avril 1996 à Zurich, est un coureur cycliste suisse, des années 2010. Son frère cadet Reto est également cycliste.

## Biographie
En 2012, Patrick Müller devient champion de Suisse sur route débutants (moins de 17 ans). L'année suivante, il est champion de Suisse sur route juniors (moins de 19 ans), titre qu'il conserve l'année suivante. En outre, toujours chez les juniors, il s'adjuge en 2013 des titres nationaux sur piste en vitesse par équipes et sur l'omnium. Lors des championnats d'Europe sur piste juniors en 2013, il obtient la médaille de bronze en poursuite par équipes. Coureur polyvalent, au début de l'année 2014, il est troisième du championnat de Suisse de cyclo-cross juniors. Plus tard dans l'année, il récolte deux nouvelles médailles aux championnats d'Europe sur piste juniors : la médaille de bronze en poursuite par équipes et la médaille d'argent en course à l'américaine.
En 2015, il rejoint l'équipe BMC Development. Il est champion de Suisse sur route espoirs, récoltant de ce fait un quatrième consécutif dans trois catégories d'âge différentes. Aux championnats d'Europe sur piste espoirs, il est vice-champion d'Europe de poursuite par équipes. En octobre 2015, lors de la manche de Coupe du monde sur piste de Cali, il termine deuxième de la poursuite par équipes. Sur la route, il gagne en 2016 le Giro del Belvedere, une classique italienne réservée aux moins de 23 ans. Quelques jours après ce succès, il se classe deuxième du Trofeo Piva derrière Tao Geoghegan Hart.
En 2017, il termine troisième du Grand Prix de Francfort espoirs, quatrième du Tour des Flandres espoirs et septième de Liège-Bastogne-Liège espoirs. En août, il est stagiaire au sein de l'équipe World Tour BMC Racing. Il termine notamment quatrième de la dernière étape du Tour de l'Utah 2017 autour de Salt Lake City. Pour la saison 2018, il rejoint l'équipe française Vital Concept. Après la campagne de classiques flandriennes, il doit faire opérer de l'artère iliaque et reprend la compétition en juillet. En fin d'année, il se classe neuvième du championnat du monde sur route espoirs, remporté par son coéquipier Marc Hirschi.
Il réalise des bonnes performances en 2019, où il remporte la Volta Limburg Classic et se classe quatrième et meilleur jeune du Circuit de la Sarthe 2019. Néanmoins, en juillet, il annonce qu'il met un terme à sa carrière à 23 ans en raison d'une douleur récurrente à la jambe gauche.

## Palmarès sur route

### Palmarès amateur
| - 2011 - 2e du championnat de Suisse sur route débutants - 2012 - Champion de Suisse sur route débutants - Prix des Vins Henri Valloton débutants - 2013 - Champion de Suisse sur route juniors - Tour de Berne juniors - 3e étape du Tour du Pays de Vaud - 2e du championnat de Suisse du contre-la-montre juniors - 2e du Trofeo Emilio Paganessi - 3e du Trofeo Buffoni - 2014 - Champion de Suisse sur route juniors - 3e étape du Tour du Pays de Vaud - 2e du Prix des Vins Henri Valloton juniors - 2e du Tour de Berne juniors | - 2015 - Champion de Suisse sur route espoirs - Grand Prix de la Courtine - Prix des Vins Henri Valloton amateurs - 2016 - Champion de Suisse sur route élites nationaux - Giro del Belvedere - 2e du Trofeo Banca Popolare di Vicenza - 3e du championnat de Suisse du contre-la-montre espoirs - 10e du championnat d'Europe sur route espoirs - 2017 - Champion de Suisse sur route élites nationaux - Bruxelles-Opwijk - 3e du Grand Prix de Francfort espoirs - 2018 - 9e du championnat du monde sur route espoirs |

### Palmarès professionnel
- 2019
  - Volta Limburg Classic

### Classements mondiaux
| Année           | 2016 | 2017 |
| --------------- | ---- | ---- |
| UCI Europe Tour | 445e | 437e |

## Palmarès sur piste

### Coupe du monde
- 2015-2016
  - 2e de la poursuite par équipes à Cali

### Championnats d'Europe
| Édition / Épreuve      | Poursuite par équipes | Américaine |
| Anadia 2013 (juniors)  | Bronze                |            |
| Anadia 2014 (juniors)  | Bronze                | Argent     |
| Athènes 2015 (espoirs) | Argent                |            |

### Championnats nationaux
- 2011
  - 3e du championnat de Suisse de vitesse par équipes
- 2012
  -  Champion de Suisse de vitesse par équipes (avec Chiron Keller et Jan Keller)
- 2013
  -  Champion de Suisse de vitesse par équipes (avec Reto Müller et Jan Keller)
  -  Champion de Suisse de l'omnium juniors
- 2015
  -  Champion de Suisse de vitesse par équipes (avec Reto Müller et Andreas Müller)
- 2017
  -  Champion de Suisse de poursuite par équipes (avec Claudio Imhof, Reto Müller, Lukas Rüegg et Nico Selenati)

## Palmarès en cyclo-cross
- 2011-2012
  - 3e du championnat de Suisse de cyclo-cross débutants
- 2013-2014
  - 3e du championnat de Suisse de cyclo-cross juniors